# 安娜·塔魯西娜
安娜·塔魯西娜（俄语：Анна Сергеевна Тарусина，2003年1月24日—）是一位俄羅斯的女子花式滑冰運動員。